# Acordos de 15 de junho de 1973
Os acordos de 15 de junho de 1973 foram concluídos entre o governo francês e o governo do Território das Comores no que diz respeito à independência das ilhas do arquipélago das Comores. Foram assinados pelo Ministro do Ultramar Bernard Stasi e pelo presidente do governo do Território, Ahmed Abdallah Abderamane. Esses acordos seguem uma resolução da assembleia do território tomada em 23 de dezembro de 1972, sendo essa mesma decisão provocada pela vitória nas eleições locais dos partidos políticos que desejavam uma independência a curto prazo. A lei de 24 de novembro de 1974 reitera os termos destes acordos, afirmando que a aplicação da independência seria para todo o arquipélago.